# Chojnówka (województwo mazowieckie)
Chojnówka – kolonia w Polsce, w województwie mazowieckim, w powiecie przasnyskim, w gminie Czernice Borowe.
Kolonia wchodzi w skład sołectwa Chojnowo.
Do 31 grudnia 2023 miejscowość była przysiółkiem wsi Chojnowo.